# Youhannes Ezzat Zakaria Badir
Youhannes Ezzat Zakaria Badir (Abou-Korkas, Egito, 12 de agosto de 1949 - 27 de dezembro de 2015 ) foi o bispo católico copta de Luxor.
Youhannes Ezzat Zakaria Badir recebeu o Sacramento da Ordem em 5 de agosto de 1973.
Em 23 de novembro de 1992, o Papa João Paulo II o nomeou Bispo de Ismagliah. O Patriarca Copta Católico de Alexandria, Stephanos II Ghattas CM, o consagrou bispo em 29 de janeiro de 1993; Os co-consagradores foram o Bispo Emérito de Asyut Youhanna Nueir OFM, o Bispo de Minya, Antonios Naguib, o Bispo de Asyut, Kyrillos Kamal William Samaan OFM, o Bispo de Sohag, Morkos Hakim OFM e o Bispo de Luxor, Aghnatios Elias Yaacoub SJ e os bispos auxiliares de Alexandria, Youhanna Golta e Andraos Salama. 
Em 23 de junho de 1994, Youhannes Ezzat Zakaria Badir foi nomeado bispo de Luxor.